# Историческое пространство
Истори́ческое простра́нство — сочетание географических, природоохранительных, национальных, общественных процессов, протекающих в различные периоды истории.

## История термина
Считается, что концепцию исторического пространства впервые изложил японский философ К. Янагида в своей книге «Философия истории». По его мнению, «история вовсе не подобна прямой линии, не имеющей ни ширины, ни толщины, а всегда обладает определенным распространением пространственной среды». Эта точка зрения стала основополагающей для модернистского представления о пространстве.
Однако в наши дни в социально-гуманитарных науках (и особенно — в исторической) концепция пространства претерпела значительные изменения. В модерне взгляд на историческое пространство определялся временны́м фактором и мало зависел от географического, природного и других пространств, поскольку историческое пространство «формировалось» временем. Оно, время, являлось как бы единым направлением исторического процесса и давало достаточно схожие представления об историческом пространстве. В постмодерне «историческое пространство „вырывается“ из-под власти времени». Из устойчивой, стабильной и неизменной своего рода «константы» (как антипод времени) оно трансформируется в мобильное и меняющееся. Оно способно расти и уменьшаться. Оно меняется в результате войн, колонизации, альянсов и географических открытий, приводящим не только к трансформациям, но и к появлению новых исторических пространств. При таком подходе временны́е пределы (эпохи, этапы, периоды и т. д.) не способны очертить границы исторического пространства, ему требуются иные параметры, границы географического пространства. Иными словами, «география теснит историю».

Об этой роли географии в понимании истории писал Н. В. Гоголь в статье «О преподавании всеобщей истории» в 1835 году: 
География должна разгадать многое, без нее неизъяснимое в истории. Она должна показать, как положение земли имело влияние на целые нации; как оно дало особенный характер им; как часто гора, вечная граница, взгроможденная природою, дала другое направление событиям, изменила вид мира, преградив великое разлитие опустошительного народа или заключивши в неприступной своей крепости народ малочисленный, как это могущее положение земли дало одному народу всю деятельность жизни, между тем как другой осудило на неподвижность; каким образом оно имело влияние на нравы, обычаи, правление, законы
.
Вместе с тем, подчёркивается, что «одно и то же географическое пространство в истории обладает разным содержанием». Например, город не меняет своё местоположение в течение столетий (иногда и тысячелетий), но его нельзя назвать одним и тем же, хотя бы в плане пространственных параметров: размеров, рельефа, архитектуры, путей сообщения. Если же рассматривать вопрос с точки зрения исторического пространства, то ситуация усложняется. Что объединяет античный Рим, его средневековый преемник и столицу нынешней Италии? С точки зрения историка, выделяющего то или иное историческое пространство, оно имеет качественные отличия в разные периоды истории, «включая соответствующие рефлексии людей по поводу своих мест обитания».
Сегодня, когда история понимается как «наука о прошлой социальной реальности», взаимовлияние социальной системы и природного мира становится предметом глубокого исследования. В таком контексте историческое пространство следует понимать как неотъемлемую черту прошлой социальной реальности, поскольку она пребывает только в пространстве. По мнению А. В. Полетаева и И. М. Савельевой, историческое пространство следует понимать «как взаимодействие социального пространства с географическим применительно к прошлому».
В то же время надо помнить, что географическое пространство с течением времени превращается в историческое в результате социокультурной деятельности человека. Поэтому сегодня под историческим пространством понимают сочетание географических, природоохранительных, национальных, общественных процессов, протекающих в различные периоды истории

## Структура исторического пространства
Исходя из понимания истории как науки о прошлой социальной реальности, историческое пространство структурируется с учётом социальных взаимодействий, имевших место в прошлом. Критерии выбора для такого структурирования при выделении пространств (территорий) социальных взаимодействий могут быть различными. Так, культурное или религиозное единство позволяет говорить о цивилизации; общее экономическое или политическое пространство выдвигает на первый план такие понятия, как империя, герцогство, государство, провинция; общность, определяемая природными факторами, выделяет Междуречье, Средиземноморье, Кавказ; а есть ещё и такая категория, как «место жительства».
Сегодня, принимая во внимание пространственный фактор, предлагается четыре основных ступени исторических исследований: «а) всемирная история (история всего „мира“ или „человечества“); б) региональная история (история больших территорий, выходящих за пределы государственных границ, история отдельных цивилизаций или культур); в) страновая история (включая историю народов и национально-государственных образований); г) локальная история (от дома или улицы до поселков и городов, штатов, графств, провинций, „субъектов федерации“ и т. д.)».